# Bray Wanderers Association Football Club
Pour les articles homonymes, voir Wanderer.
Maillots
Actualités
Bray Wanderers Association Football Club (en irlandais : Cumann Peile Bhré) est un club de football irlandais. Le club est basé à Bray dans le Comté de Wicklow. Fondé en 1942, il fait sa première apparition en championnat d'Irlande en 1985. Le club arbore le vert et le blanc comme couleurs officielles et joue ses matchs à domicile au Carlisle Grounds, petit stade de 3 000 places, situé en centre-ville à proximité immédiate de la gare de la ville.

## Histoire
En 1922, quelques membres du club de football gaélique de St Kevin's à Bray quittent le club après une dispute interne et créent un club de football appelé Bray Wanderers (les vagabonds de Bray). Très rapidement le club obtient des résultats importants en gagnant dès la saison 1927-1928 la Miller Cup qui était alors la plus prestigieuse coupe de la catégorie junior dans le pays. Pendant les années 1930 et 1940, le club doit faire face à la concurrence dans la ville de Bray du club de Bray Unknowns qui joue en première division nationale entre 1924 et le milieu des années 1940.
Les années 1930 sont marquées par le déclin des Wanderers qui ne retrouvent un second souffle qu’à partir de 1942-1943. Le club s’inscrit en 1943 à l’Athletic Union League (AUL) Division 3, une fédération mineure en Irlande. En 1948-1949, le club se qualifie pour la première division de l’AUL. Dans le même temps les Wanderers se qualifient pour la finale du Leinster Football Association Shield mais il est disqualifié pour avoir fait jouer un joueur non administrativement enregistré en demi-finale.
En 1950-1951, le club remporte la FAI Junior Cup, la coupe d’Irlande réservée à la catégorie junior, en battant en finale Drogheda United par 2 buts à 1. La même, saison, Bray se qualifie pour la finale de la Coupe du Leinster, battu par Rathfarnham. Les Wanderers remportent une nouvelle fois la Junior Cup en 1953-1954. La sison suivante, le club quitte l’Athletic Union League pour rejoindre la Leinster Senior League, compétition régionale sous l’égide de la fédération irlandaise de football.
En 1955-1956 puis en 1957-1958, les Wanderers remportent l’Intermediate Cup, compétition nationale réservées aux clubs formateurs et aux réserves des clubs professionnels.
En 1958-1959, le club remporte le championnat du Leinster devenant le club ayant marqué les plus de buts en une saison dans l’histoire de la compétition. C’est le premier de trois titres consécutifs. En 1960-1961, les Wanderers quittent la Leinster Senior League pour réintégrer l’Athletic Union League mais n’obtient plus de résultats probants. À partir de 1963 s’ouvre une nouvelle période de déclin.
En 1973, le club de Bray Unknows joue en championnat du Leinster. Ses dirigeants décident de changer de nom et de le transformer en Bray Wanderers dans le but de fusionner à terme les deux clubs de la ville. En 1975-1976, le nouveau club remporte la Coupe de Dublin pour la première fois depuis 1924.
En 1985-1986, alors que la fédération irlandaise crée une deuxième division dans le championnat d'Irlande, Bray Wanderers est choisi pour rejoindre le championnat national en deuxième division. Dès la première saison, le club gagne la deuxième division et monte directement en première division. Leur présence dans l’élite ne dure que deux saisons : en 1987-1988, Bray termine à la 11e et avant-dernière place et est relégué en deuxième division. Les Wanderers ne remonteront plus dans l’élite avant la saison 1991-1992. Mais c’est pendant leur passage en deuxième division que le club réussit un de ses plus grand exploit : en 1990, les Wanderers remportent la Coupe d'Irlande battant St. Francis FC 3 buts à 0 dans la première finale de football disputée à Lansdowne Road. Ils deviennent ainsi la première équipe de deuxième division à remporter la Coupe d'Irlande. Grâce à ce succès, Bray dispute la saison suivante, pour la toute première fois de son histoire, une coupe d’Europe de football, la Coupe d'Europe des vainqueurs de coupe. Ils jouent et perdent au tour préliminaire contre l’équipe turque de Trabzonspor.
Le 26 novembre 2021 les clubs de Bray Wanderers et Cabinteely Football Club annoncent leur fusion en vue de la saison 2022. L'équipe première est appelée à jouer aux Carlisle Grounds à Bray.

## Bilan sportif

### Palmarès
- Coupe d'Irlande
  - Vainqueur : 1990, 1999

### Bilan européen
Les Bray Wanderers ne se sont qualifiés que deux fois en Coupe d’Europe. Jamais ils n’ont franchi le premier tour, ni même gagné un match. Leurs deux adversaires européens ont été les Turcs de Trabzonspor et les Suisses du Grasshopper-Club Zürich.
Note : dans les résultats ci-dessous, le score du club est toujours donné en premier.
| Saison    | Compétition      | Tour              | Club                | Domicile | Extérieur | Total |
| --------- | ---------------- | ----------------- | ------------------- | -------- | --------- | ----- |
| 1990-1991 | Coupe des coupes | Tour préliminaire | Trabzonspor         | 1 - 1    | 0 - 2     | 1 - 3 |
| 1999-2000 | Coupe UEFA       | Tour préliminaire | Grasshoppers Zurich | 0 - 4    | 0 - 4     | 0 - 8 |

Légende
- Victoire ou qualification pour le tour suivant
- Match nul
- Défaite ou élimination de la compétition

## Supporters
Les Wanderers ne peuvent compter que sur un tout petit nombre de supporters. L’assistance lors de matchs à domicile est régulièrement supérieure à un millier de personnes. Les différents clubs de supporters organisent les déplacements pour les matchs joués à l’extérieur, mais leur présence hors de leur base de Carlisle Grounds reste anecdotique avec entre 20 et 60 personnes.
En mars 2008, le club s’est vu affilié un groupe d'Ultras, le Na Fánaithe. Celui-ci, comparé aux autres groupes d'Ultras de l'agglomération dublinoise comme les Briogáid Dhearg, SRFC Ultras, Shed End Invinsibles et les Notorious Boo Boys n’est qu’un tout petit groupuscule.